# Royaume de Cordoue
Ne doit pas être confondu avec Taifa de Cordoue.
1236–1833
Entités précédentes :
- Almohades

Entités suivantes :
- Province de Cordoue

Le royaume de Cordoue a été une juridiction territoriale ou province de la Couronne de Castille depuis la Reconquista jusqu'à la division territoriale de l'Espagne en 1833. Il a été un des quatre royaumes de l'Andalousie. Les localités qui le composaient selon le cadastre d'Ensenada sont listées dans Localités du Royaume de Cordoue.
Du point de vue juridique, le territoire du royaume de Cordoue était un domaine royal et seigneurial. Le domaine royal se centrait autour de la ville de Cordoue et ses environs, alors qu'au nord et au sud de la ville il existait les territoires des maisons de Priego, de Cabrae et du comté de Sainte Eufemia, ainsi que d'autres seigneuries plus petites, aussi bien que le marquisat de Benamejí, le comté de Luque et les possessions de la maison de Comares et de la Maison du Carpio. 
Ecclésiastiquement, le royaume dépendait de l'archidiocèse de Tolède.
Le royaume de Cordoue était divisé en quatre régions juridiques : la région de Cordoue, la région du Carpio, la région de Santa Eufemia, et la région de Pedroche.
En 1833, après 597 ans d'existence, la division territoriale de l'Espagne en 1833 a supprimé le royaume de Cordoue, en créant l'actuelle province de Cordoue, que s'est formée en unissant les localités du royaume de Cordoue et d'autres lieux de l'Estrémadure : Belalcázar, Fuente la Lancha, Hinojosa del Duque et Villanueva del Duque. Pourtant Chillón et Guadalmez, lieux appartenant au royaume, sont intégrés à la province de Ciudad Real. Également la nouvelle province a incorporé deux exclaves du royaume de Jaén qui existaient dans le royaume de Cordoue : Belmez (qui comprenait Peñarroya-Pueblonuevo, séparée en 1886) et Villafranca de Córdoba. Actuellement la province est composée par les communes visibles dans l'annexe Communes de la province de Cordoue.

Le royaume de Cordoue selon le cadastre d'Ensenada (1750-54).
Les quatre royaumes d'Andalousie.